# Кольник округлый
Ко́льник окру́глый (лат. Phyteuma orbiculare) — вид двудольных цветковых растений, включённый в род Кольник (Phyteuma) семейства Колокольчиковые (Campanulaceae).

## Ботаническое описание
Кольник округлый — небольшое многолетнее травянистое растение с корневищем, не превышающее 50 см в высоту. Стебли прямостоячие, голые. Листья многочисленные, собранные в прикорневую розетку, на довольно длинные черешках, до 5 см длиной, ланцетовидной или яйцевидой формы, пильчато-зубчатые, в небольшом количестве также на стебле, сидячие, узкие, со слабо зубчатым краем.
Цветки в шаровидных головчатых соцветиях на концах стеблей, с мелкими продолговатыми прицветниками. Чашечка светло-зелёная, голая, с заострёнными чашелистиками. Венчик сильно изогнутый, тёмно-синего, фиолетово-синего, редко почти белого цвета. Тычинки с белыми нитями и синими пыльниками. Пестик с трёхлопастным рыльцем.
Плод — зелёная коробочка с многочисленными мелкими блестящими семенами.

## Ареал
Кольник округлый в естественных условиях широко распространён в горных районах Европы. Северная граница ареала — Великобритания и Латвия, южная — Испания и Албания.

## Таксономия
|  |                                      |  |                                                         |                                                         |                           |  | ещё 10 семейств (согласно Системе APG III) | ещё 10 семейств (согласно Системе APG III) |                      |  |  |  | ещё около 20 видов |
|  |                                      |  |                                                         |                                                         |                           |  | ещё 10 семейств (согласно Системе APG III) | ещё 10 семейств (согласно Системе APG III) |                      |  |  |  | ещё около 20 видов |
|  |                                      |  |                                                         | порядок Астроцветные                                    |                           |  |                                            |                                            | род Кольник          |  |  |  |                    |
|  |                                      |  |                                                         | порядок Астроцветные                                    |                           |  |                                            |                                            | род Кольник          |  |  |  |                    |
|  | отдел Цветковые, или Покрытосеменные |  |                                                         |                                                         | семейство Колокольчиковые |  |                                            |                                            | вид Кольник округлый |  |  |  |                    |
|  | отдел Цветковые, или Покрытосеменные |  |                                                         |                                                         | семейство Колокольчиковые |  |                                            |                                            |                      |  |  |  |                    |
|  |                                      |  | ещё 58 порядков цветковых растений (по Системе APG III) | ещё 58 порядков цветковых растений (по Системе APG III) |                           |  |                                            | ещё более 90 родов                         | ещё более 90 родов   |  |  |  |                    |
|  |                                      |  |                                                         | ещё 58 порядков цветковых растений (по Системе APG III) |                           |  |                                            |                                            | ещё более 90 родов   |  |  |  |                    |

### Синонимы
- Phyteuma angustatum Wender., 1831
- Phyteuma austriacum Beck, 1883
- Phyteuma bovelinii Hegetschw., 1839
- Phyteuma brevifolium Schleich., 1821
- Phyteuma cordifolium Vill., 1787
- Phyteuma corsicum Sieber ex Rochel, 1838
- Phyteuma delphinense (Rich.Schulz) Dalla Torre & Sarnth., 1912
- Phyteuma ellipticifolium Vill., 1787
- Phyteuma eynense (Sennen) Sennen, 1936
- Phyteuma fistulosum Rchb., 1822
- Phyteuma hispanicum Rich.Schulz, 1904
- Phyteuma hispidum Hegetschw., 1839
- Phyteuma inaequatum Kit. ex Schult., 1814
- Phyteuma lanceolatum Vill., 1787
- Phyteuma longifolium Hegetschw., 1839
- Phyteuma michelii Hegetschw., 1839, nom. illeg.
- Phyteuma montanum (Rich.Schulz) Dalla Torre & Sarnth., 1912, nom. illeg.
- Phyteuma pilosum Hegetschw., 1825, nom. illeg.
- Phyteuma pseudorbiculare Pant., 1871
- Phyteuma sallei Sennen & Elías, 1930
- Phyteuma tenerum Rich.Schulz, 1904
- Rapunculus orbicularis (L.) Mill., 1768
- Rapunculus sylvestris Bubani, 1899